# Centaurea pauneroi
Centaurea pauneroi là một loài thực vật có hoa trong họ Cúc. Loài này được Talavera & J.M.Muñoz mô tả khoa học đầu tiên năm 1984.